# Janovická Lhota
Janovická Lhota (německy Janowitzer Lhota) je část města Uhlířské Janovice v okrese Kutná Hora. Nachází se asi 2,5 kilometru jihovýchodně od Uhlířských Janovic. Janovická Lhota je také název katastrálního území o rozloze 6,15 km².

## Historie
První písemná zmínka o vesnici pochází z roku 1291.

## Další fotografie

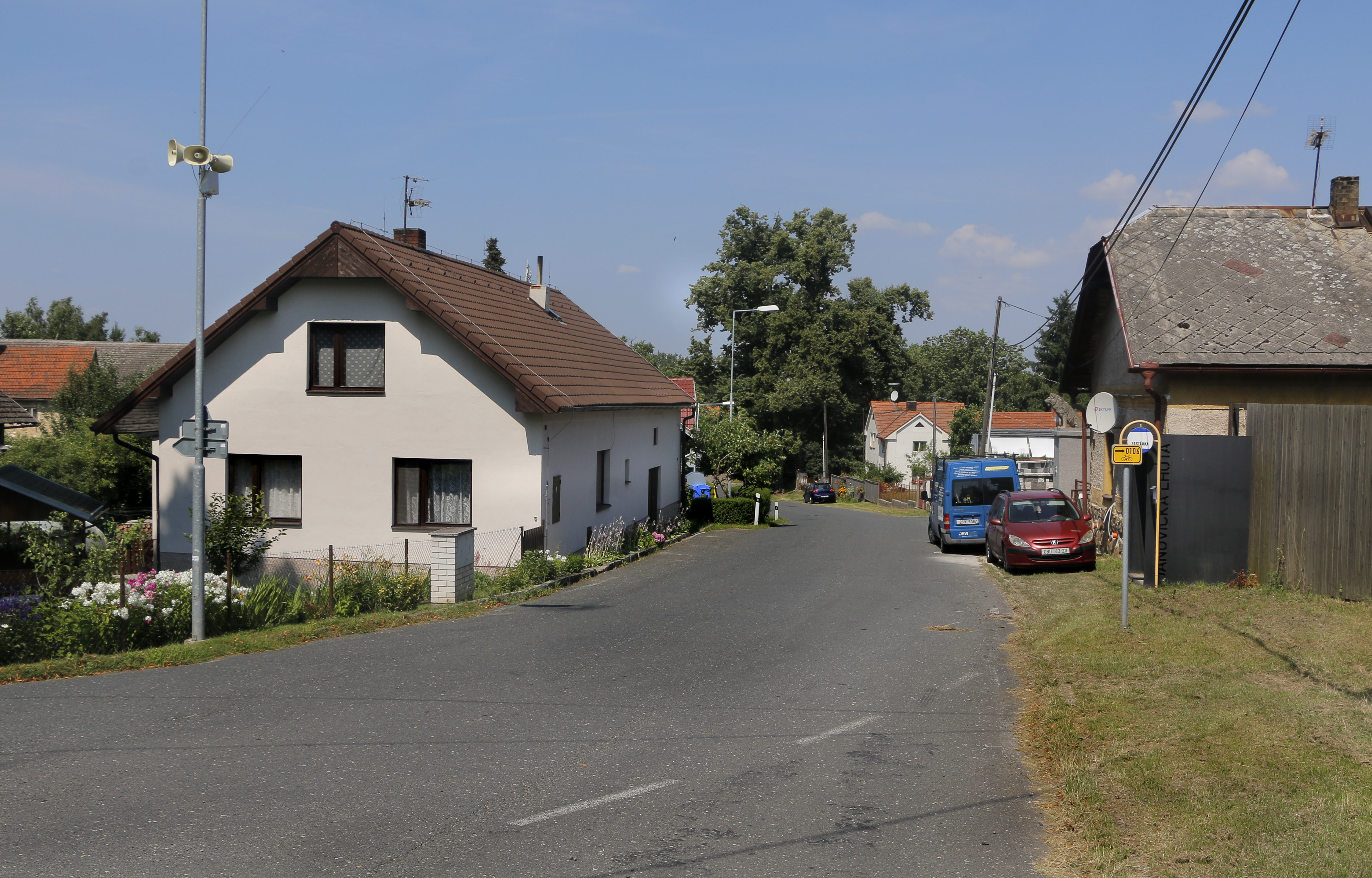
Silnice II. třídy č. 336
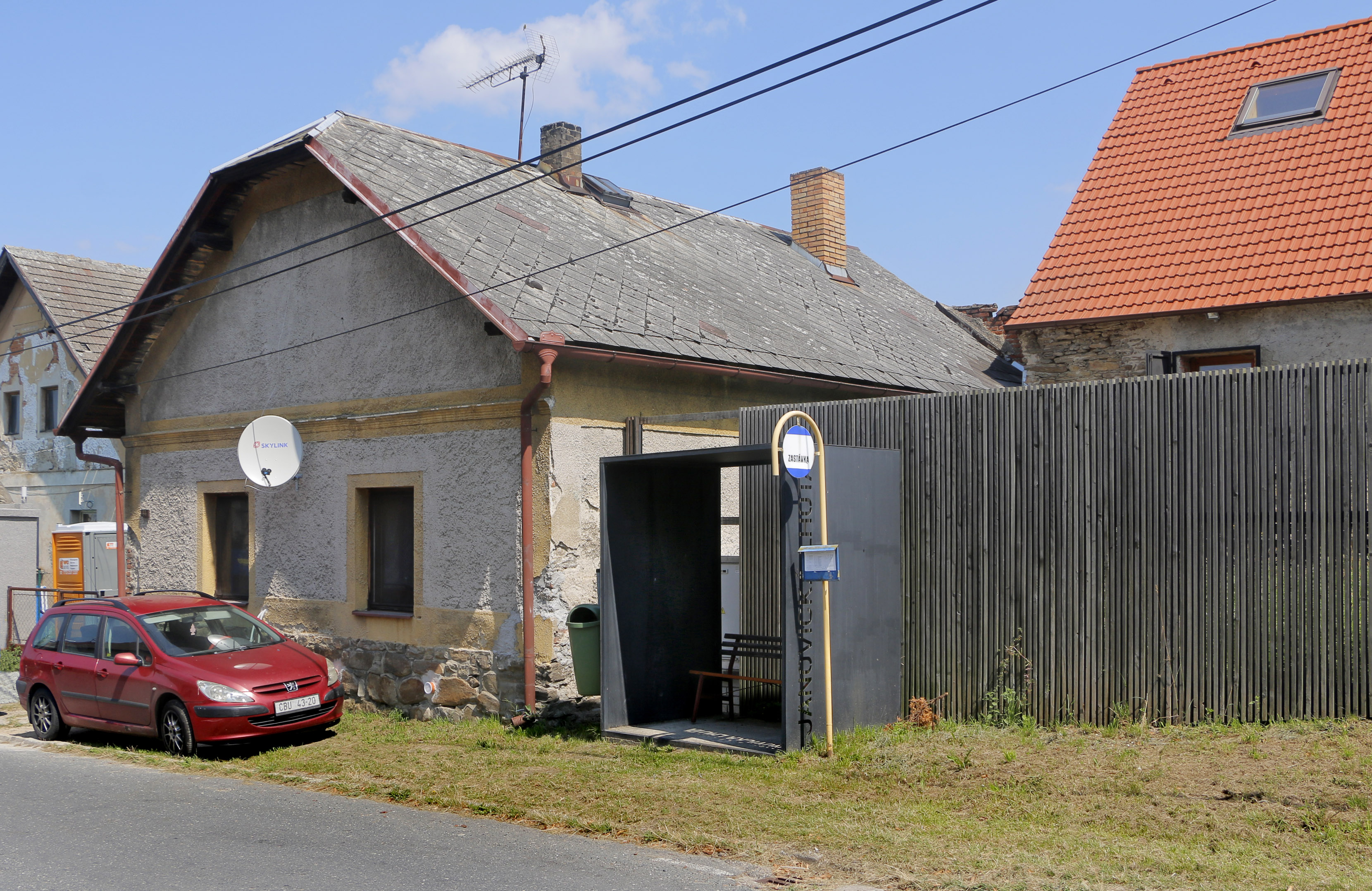
Zastávka
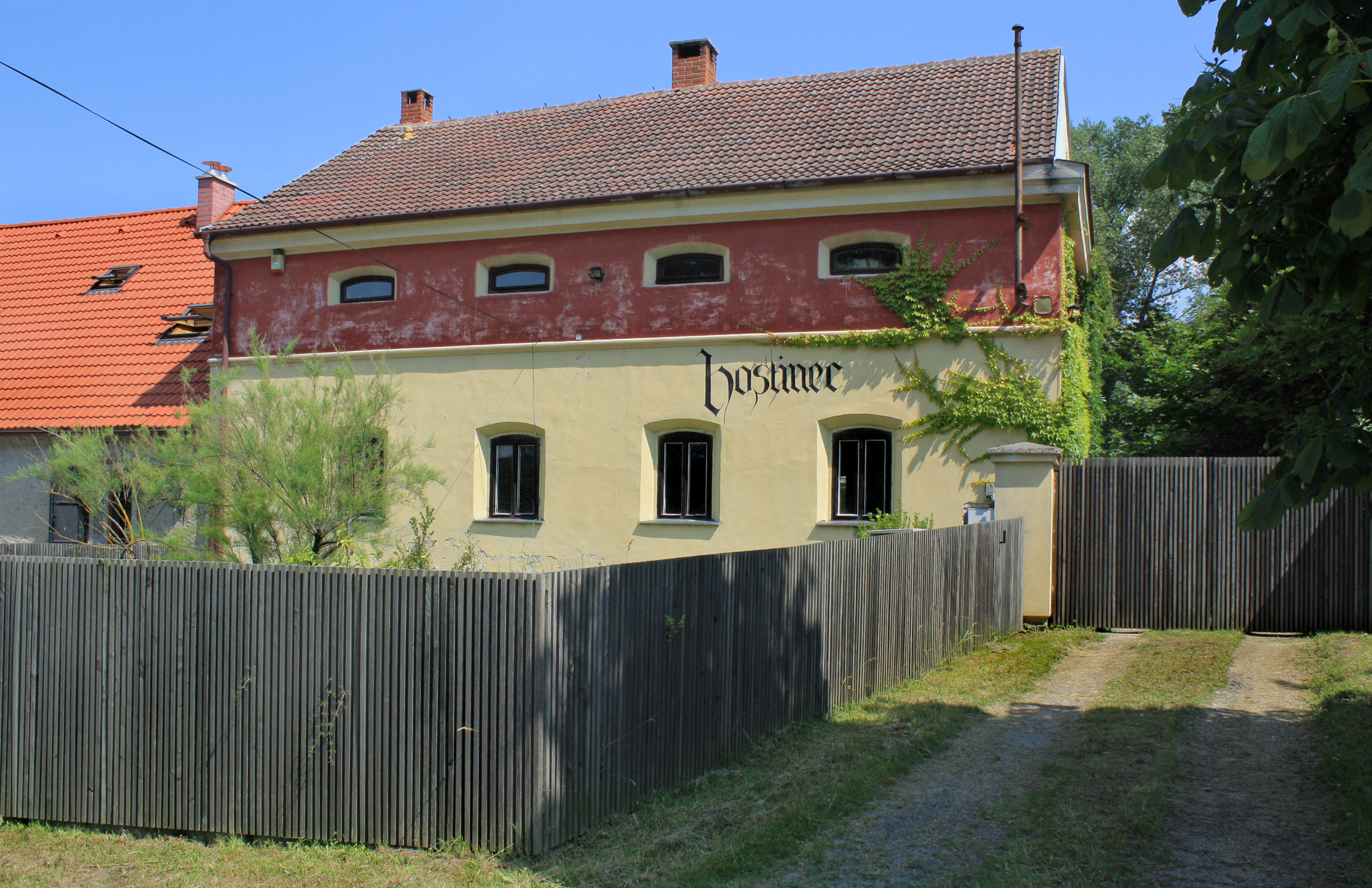
Bývalý hostinec